# Station Kalisz
Station Kalisz is een spoorwegstation in de Poolse plaats Kalisz.